# Calamine (mélange)
Pour les articles homonymes, voir Calamine.
La calamine est une poudre rosâtre composée d'un mélange d'oxyde de zinc et d'oxyde ferrique. La poudre est utilisée dans des lotions et pommades pour traiter les coups de soleil, l'eczéma (syndrome) et les piqûres d'insectes[réf. souhaitée]. Elle a un effet réfrigérant et adoucissant entraînant un soulagement symptomatique. C'est un antiseptique faible - prévenant les infections qui seraient causées par le grattage de la zone affectée[réf. souhaitée].
Elle fait partie de la liste des médicaments essentiels de l'Organisation mondiale de la santé (liste mise à jour en avril 2013).